# 国道77号線 (韓国)
国道77号線(こくどう77ごうせん、ハングル:국도77호선)は大韓民国釜山広域市から京畿道坡州市文山邑までを結ぶ国道である。

## 歴史
- 2001年8月25日 当路線新設
- 2006年12月22日
- 2008年11月17日 自由路の区間が編入されたため終点が仁川広域市東区から京畿道坡州市文山邑まで延伸。これにより路線名も「釜山〜仁川線」から「釜山〜坡州線」に変更
- 2013年12月27日 全羅南道新安郡押海邑 - 務安郡雲南面 間 6.4km開通
- 2014年12月26日 楊花橋 - 陽花大橋南端2.1km区間の自動車専用道路解除

## 計画・工事中の道路
仁川広域市から釜山広域市まで続く897㎞の大規模な海岸国道接続事業により京畿道と忠清南道、全羅北道、全羅南道、慶尚南道に分散していた道路が一般国道に昇格されることによって、中・長期的にこれを接続する工事に2003年着工した4つの単線区間は麗水〜南海のほか泰安〜保寧（12㎞）、扶安〜高敞（10.5㎞）、霊光〜（10㎞）などは、これらの単線区間の工事が完了したら、追加の接続作業を続けて推進する。2008年にソウル特別市と京畿道 坡州市を結ぶ自由路は国道77号線に編入されたため区間が延長した。なお2020年ごろに全区間が開通する予定である。

## 経由地
- 釜山広域市
  - 中区 - 西区 (釜山広域市) - 沙下区 - 江西区 (釜山広域市)
- 慶尚南道
  - 昌原市
    - 鎮海区 - 城山区 - 義昌区 - 馬山会原区

  - 固城郡 - 統営市 - 固城郡 - 泗川市 - 南海郡
- 全羅南道
  - 麗水市 - 高興郡 - 宝城郡  - 長興郡 - 康津郡 - 莞島郡 - 海南郡 - 木浦市 - 新安郡 - 務安郡 - 霊光郡
- 全羅北道
  - 高敞郡 - 扶安郡 - 群山市
- 忠清南道
  - 舒川郡 - 保寧市 - 泰安郡 - 瑞山市 - 唐津市 - 牙山市
- 京畿道
  -     - 平沢市 - 華城市 - 始興市
    - 安山市
      - 常緑区 - 檀園区
- 仁川広域市
  - 南洞区 - 延寿区 - 中区 - 東区 - 西区 - 南区 (仁川広域市) - 桂陽区
- 京畿道
  - 富川市
    - 梧亭区
- ソウル特別市
  - 江西区 - 永登浦区 - 麻浦区
- 京畿道
  - 高陽市
    - 徳陽区 - 一山東区 - 一山西区

  - 坡州市
    - 文山邑